# 希罗科夫斯基
希罗科夫斯基（羅馬化：Shirokovskiy）是俄罗斯彼尔姆边疆区的市级镇，属边疆区辖市古巴哈市，地处彼尔姆边疆区东部，位于卡马河流域科西瓦河畔，在古巴哈东侧、边疆区首府彼尔姆东北方。镇东侧临同名水库。
该地2022年人口有3,162人；2010年人口3,322；2002年人口1,869；1989年人口1,610。